# ステークホルダー (プロジェクト管理)
プロジェクトのステークホルダー (英: project stakeholder)またはプロジェクトの利害関係者 (りがいかんけいしゃ)とは、プロジェクトマネジメント協会（PMI）によると、「意思決定、活動、または結果に影響を与える、影響を受ける、または影響を受けると感じる可能性のある個人、グループ、または組織を指す。」  ISO 21500 ISO 21500(en) も同様の定義を使用している。
簡単に言うと、プロジェクトの利害関係者は、特定のプロジェクトに関心を持つ以下のような個人や団体であり、組織の内部または外部にいる可能性がある。
1. プロジェクトを後援する、または
2. プロジェクトが正常に完了したときに関心または利益を得る。
3. プロジェクトの完了にプラスまたはマイナスの影響を与える可能性がある。

以下は、プロジェクトの利害関係者の例である。
- プロジェクトリーダー
- 上級管理職
- プロジェクトチームメンバー
- プロジェクトの顧客
- リソースマネージャー
- ラインマネージャー
- 製品ユーザーグループ
- プロジェクトテスター
- プロジェクトの進行中にプロジェクトの影響を受けるグループ
- プロジェクトの完了時にプロジェクトの影響を受けるグループ
- プロジェクトの下請け業者
- プロジェクトのコンサルタント

リンダ・ボーン は、一部の利害関係者に焦点を合わせるのではなく、すべての利害関係者に優先順位を付け、現時点で「最も重要な」ことに注意を向けることを提唱している。彼女が重要視するのは、各利害関係者に関連する権力、近接性、緊急性を評価することである。彼女は自分の方法論を「利害関係者サークル」と呼んでいる。 
意思決定者に重点を置く理由は、プロジェクトの利害関係者管理の一部であり、組織の変化に影響を与える重要な要素であるためだ。 ジョン・コッターは、変更管理の重要な要素として、利害関係者の分析と利害関係者の管理について説明している。 